# Ecopole
Ecopole var linjeföreningen för programmet Ekonomi, politik och miljö vid Mitthögskolan i Östersund.
Föreningens syfte var att arbeta för en hög kvalitet på programmet, att integrera ämnena ekonomi, politik och miljö samt att få intressanta gästföreläsare till skolan. Ecopole var även medlem i paraplyorganisationen Sveriges förenade Pol mag studenter (SPS).
Klippet (senare namnändrad till Bladet) var föreningens husorgan och försåg medlemmarna med information om utbildningen samt skvaller från fester.
Föreningen anordnade även Hemvändardagar och deltog aktivt i kårlivet genom samarbetet FLF.